# Oresbius castaneus
Oresbius castaneus là một loài tò vò trong họ Ichneumonidae.